# Liste der Baudenkmale in Ziegendorf
In der Liste der Baudenkmale in Ziegendorf sind alle Baudenkmale der Gemeinde Ziegendorf (Landkreis Ludwigslust-Parchim) und ihrer Ortsteile aufgelistet (Stand: Januar 2021).

## Ziegendorf
| ID | Lage                       | Bezeichnung                                                                                       | Beschreibung                                                                     | Bild                                                                                              |
| -- | -------------------------- | ------------------------------------------------------------------------------------------------- | -------------------------------------------------------------------------------- | ------------------------------------------------------------------------------------------------- |
|    | (Karte)                    | (ehemaliger) Gedenkstein zur Kollektivierung der Landwirtschaft "Vom Ich zum Wir / 15. März 1960" |                                                                                  | (ehemaliger) Gedenkstein zur Kollektivierung der Landwirtschaft "Vom Ich zum Wir / 15. März 1960" |
|    | Hauptstraße 55 (Karte)     | Bauernhaus mit Stall                                                                              |                                                                                  |                                                                                                   |
|    | Hauptstraße 56 (Karte)     | Bauernhaus mit Stall                                                                              |                                                                                  |                                                                                                   |
|    | Hauptstraße 57 (Karte)     | Bauernhaus mit Stall                                                                              |                                                                                  |                                                                                                   |
|    | (Karte)                    | Kirche mit Trockenmauer und Glockenstuhl                                                          | Klassizistische Fachwerkkirche von 1703: 1998 restauriert; Innen: ma. Taufengel. | Kirche mit Trockenmauer und Glockenstuhl                                                          |
|    | vor dem Kirchhof           | Kriegerdenkmal 1914/18                                                                            |                                                                                  | Kriegerdenkmal 1914/18                                                                            |
|    | Straße nach Drefahl        | Wegweiser                                                                                         |                                                                                  |                                                                                                   |
|    | L 083 Straße nach Wulfsahl | Meilenstein                                                                                       |                                                                                  |                                                                                                   |

## Drefahl
| ID | Lage                  | Bezeichnung             | Beschreibung                                                 | Bild                    |
| -- | --------------------- | ----------------------- | ------------------------------------------------------------ | ----------------------- |
|    | (Karte)               | Kirche mit Trockenmauer | Gotische Feldsteinkirche mit frei davor gestellten Holzturm. | Kirche mit Trockenmauer |
|    |                       | Kriegerdenkmal 1914/18  |                                                              | Kriegerdenkmal 1914/18  |
|    | Ringstraße 6 (Karte)  | Bauernhof               |                                                              |                         |
|    | Ringstraße 16 (Karte) | Pfarrhaus               |                                                              |                         |
|    | Ringstraße            | Spritzenhaus            |                                                              |                         |
|    | Waldstraße 11 (Karte) | Häuslerei               |                                                              |                         |
|    | Abzweig nach Pampin   | Wegweiser               |                                                              |                         |

## Meierstorf
| ID | Lage                  | Bezeichnung | Beschreibung                                               | Bild   |
| -- | --------------------- | ----------- | ---------------------------------------------------------- | ------ |
|    | Dorfstraße 9 (Karte)  | Wohnhaus    |                                                            |        |
|    | Dorfstraße 8 (Karte)  | Wohnhaus    |                                                            |        |
|    | (Karte)               | Kirche      | Fachwerkdorfkirche von ca. 1700 mit verbrettertem Westturm | Kirche |
|    | Kirchstraße 2 (Karte) | Wohnhaus    |                                                            |        |
|    | L 08 nach Ziegendorf  | Meilenstein |                                                            |        |

## Pampin
| ID | Lage                | Bezeichnung            | Beschreibung | Bild                   |
| -- | ------------------- | ---------------------- | ------------ | ---------------------- |
|    | Dorfring 2 (Karte)  | Bauernhaus und Scheune |              | Bauernhaus und Scheune |
|    | Dorfring 10 (Karte) | Bauernhaus             |              | Bauernhaus             |
|    |                     | Wegweiser              |              |                        |
|    | Zum Wald 1 (Karte)  | Bauernhaus             |              | Bauernhaus             |

## Stresendorf
| ID | Lage                   | Bezeichnung                                                                   | Beschreibung                                                     | Bild                                                |
| -- | ---------------------- | ----------------------------------------------------------------------------- | ---------------------------------------------------------------- | --------------------------------------------------- |
|    | Am Dorfplatz 7 (Karte) | Bauernhaus                                                                    |                                                                  | Bauernhaus                                          |
|    | (Karte)                | Glockenturm mit Pyramidendach der ehemaligen Kirche                           | Fachwerk-Glockenturm der ehemaligen Kirche mit Pyramidendach.    | Glockenturm mit Pyramidendach der ehemaligen Kirche |
|    |                        | Kriegerdenkmal 1914/18                                                        |                                                                  |                                                     |
|    | Ortsmitte              | Wegweiser, Massengräber des ehemaligen KZ Wöbbelin (Außenlager KZ Neuengamme) | Der Wegweiser zeigt auf Massengräber des ehemaligen KZ Wöbbelin. |                                                     |